# Ioan Sima
Ioan Sima (n. 19 decembrie 1898, Pericei, comitatul Sălaj – d. 8 februarie 1985, Pericei, jud. Sălaj) a fost un pictor român.

## Familia
Ioan Sima a fost descendentul unor familii românești care au contribuit la ridicarea nivelului cultural și moral al țăranilor români din Transilvania. Străbunicul său a fost  revoluționarul pașoptist Iacob Deleu (1804-1880), care a luptat în armata împărătească și, întors acasă în 1848, în toiul evenimentelor revoluționare, s-a alăturat armatei lui Avram Iancu. Bunicul său, Daniel Deleu, a fost fruntaș de seamă al mișcării cultural-naționale românești sălăjene din a doua jumătate a secolului al XIX-lea.

## Viața
Ioan Sima a copilărit în Pericei, comună din apropierea Șimleului Silvaniei. Școala elementară a urmat-o în satul natal, iar liceul l-a absolvit la Șimleul Silvaniei. În 1916, după ce termină liceul, este mobilizat în armata austro-ungară ce staționa la Praga, aici luând contact cu operele universale ale artiștilor din muzeele din Praga. Întors în țară, în 1918, la insistențele familiei se înscrie la Facultatea de Drept din București. Însă după un an viitorul artist se transferă la Cluj. Aici va frecventa atelierul-școală al pictorului Ferenc Ács. În anul 1926 va obține diploma de avocat și va pleca la Vienapentru a studia la școala profesorului Frölich. La această școală nu va poposi foarte mult deoarece va întreprinde alte deplasări prin Italia, Germania și Elveția. Fiind atras de reputația Parisului, Ioan Sima se va înscrie la Academia ,,De la Grande Chaumiere”. Acumulările făcute până în acest moment îl determină să acorde o și mai mare parte din timpul său liber picturii.
În 1935 Ioan Sima a organizat prima expoziție personală în Sala de Sticlă a Prefecturii din Cluj, împreună cu pictorul François Gall. După această dată va fi prezent la diferitele manifestări expoziționale, integrându-se între marii coloriști ai picturii românești, participând la numeroase expoziții colective, de grup și regionale organizate în țară și străinătate. Va expune în anul 1946 la Salonul bănățean Timișoara; tot în acest an la Cluj va participa la expoziția de artă plastică organizată de Ateneele Nicolae Bălcescu și Józsa Béla. Începând din anul 1954 devine membru al Uniuni Artiștilor Plastici din România, filiala Cluj, marcând momentul cel mai important din viața maestrului, deoarece de acum se dedică întru totul picturii. În 1955 îi este organizată prima expoziție personală la București în sala Nicolae Cristea.
În 1954 se căsătorește la Cluj cu o ființă stranie, mai tânără decât el cu 26 de ani, Margareta, asistentă universitară la clinica de psihiatrie din Cluj, tovarășa sa de viață, până la prematura sa moarte, vreme de 26 de ani. A fost fără nici o îndoială o figură legendară, care a intrat definitiv în istoria picturii românești moderne, ca "Margareta Sima", imortalizată în multe tablouri de soțul ei, ea însăși fiind un tablou trăitor. Figura ei pare dăltuită în piatră de granit, este de altfel reprodusă aproape fotografic de maestru în 1957, unde apare îmbrăcată într-un halat alb care-i mărește și mai mult aerul marțial. Prin voia destinului tabloul avea să dispară după moartea maestrului, nu se știe nici acum unde se află.
În 1967, la invitațiile făcute de Georges Galfrard (colecționară de artă și membră a Asociației prietenilor muzeelor din Franța) și Robert Yan (președintele Societății artiștilor independenți) va expune la a 78-a expoziție a ,,Salonului artiștilor independenți”, organizată la Grand Palais. Francis B. Conem dedică maestrului un articol în L’Amateur d’Art din care reproducem finalul: ,,Printr-o tehnică ce-i este proprie, formele colorate apar ca lumini în lumină și se desprind de un fond de o luminozitate singulară continuă. Ioan Sima redă cu stăpânire atmosfera florală și se înscrie incontestabil în linia marilor pictori de flori. Aici ne dă toată măsura unui talent sub aspectele ei multiple”.
Un an mai târziu îi este conferit ordinul Meritul cultural clasa a II-a. În anul 1969, galeria de artă Ror Volmar din Paris îi organizează o expoziție personală. În anii 1967, 1969-1973 va participa împreună cu alți pictori clujeni la expozițiile organizate la Titograd, Iugoslavia, în 1969 la Tel-Aviv, Israel. În capitala Franței va fi prezent trei ani consecutiv – 1970, 1971 și 1973 – la a 81-a, 84-a, respectiv 85-a ediție a Salonului artiștilor independenți.
La împlinirea vârstei de 75 de anii îi va fi acordat ordinul Meritul Cultural clasa I, iar în anul 1978 în sala Dales, cu ocazia împliniri vârstei de 80 de ani, i se organizează o vastă retrospectivă și îi este conferit Ordinul 23 August clasa I.
În 1980 donează Muzeului Județean Zălau, un număr de 162 de lucrări de pictură și grafică, arhiva personală și biblioteca de artă. Acestea stau la baza Galeriei Ioan Sima deschisă un an mai târziu.

## Pictura maestrului
Ion Irimescu, prietenul și colegul de breaslă, remarcă în memoriile sale:
„Plecat de pe meleagurile Periceiului, acest urmaș al unor generații de români, luptători pentru libertate, vine cu sufletul încărcat de o mare cantitate de trăiri și acumulări în mijlocul naturii, care i-au determinat, de bună seamă, acea mare sensibilitate coloristică, ce ne emoționează atât de mult, pe care Sima o dăruiește fără reținere fiecărui tablou al său. Ioan Sima este un meditativ și fiecare atingere de pensulă este expresia unui gând, pornit de undeva din străfundurile sale. Așa se explică, poate, abundenta revărsare a acestor palpitante frumuseți coloristice, pe care Sima le așterne cu o măiestrită dăruire pe pânzele sale, concentrând pe suprafața limitată de rama tabloului sonorități delicate de culoare, în care se simte fiorul unei lumi ce trece dincolo de pragul obișnuitului.
Pictura lui Sima este un imn închinat culoarei și luminei. Privind picturile acestui artist, avem întotdeauna impresia că culorile își pierd calitatea lor de materie, rămânând doar ca niște discrete aluzii ale realității, în care vibrează acorduri cromatice pline de vrajă, ce ne aduce cu gândul la frumusețea cutremurătoare a doinelor noastre, sau a muzicii lui Bach.
Ioan Sima tălmăcește natura în felul său, dar întotdeauna cu aceeași sensibilitate și rafinament, cu care au tălmăcit-o marii creatori ai artei universale. Sima cântă în pictură, cum cântă privighetoarea, din instinct. Pensulația lui este un joc măestrit, ce ne captivează prin prospețime și spontaneitate. Cu o remarcabilă economie de mijloace, pensulile lui atât de caracteristice având, părul foarte scurt, sunt mânuite în același timp cu vigoare și multă delicateță, sugerând printr-un joc cromatic de o rară frumusețe nu obiectul în sine, ci acea imagine de mare tensiune picturală izvorâtă din adâncul ceridic al naturii.”
Se sesizează o anumită preferință pentru două culori, și anume galben și albastru, cu precădere în lucrările aparținînd celei de-a două perioade de creație a pictorului. Stilul cu care ne confruntă aceste lucrări este unul impresionistic, cu mari sintetizări și chiar simplificări stilistice și picturale. Simplitatea stă în ușurința de tratare a suprafeței cu o sevă subțire în general, un fond cromatic de fapt, peste care apar tușe mai vâscoase care definesc formele motivelor. Galbenul și albastrul apar într-o largă variație de tonuri și nuanțe. De la familia galbenului crom trecem prin citron și ajungem la ocru, cu cîteva ocoluri spre orange, auriu și galbenuri palide. Albastrul, deseori în vecinătatea galbenului contrabalansându-l, temperându-l, este polul advers în compoziția cromatică, ajungând deseori să fie chiar dominantă. Dar, binenînțeles, sunt multe lucrări în care albastrul joacă rolul principal definind intrinsec culoarea motivului în cazul florilor, de exemplu.

## Galeria de Artă „Ioan Sima”
Fondat în 1951 și reorganizat în 1971, Muzeul de Istorie și Arta din Zalău a beneficiat, inițial, de două expoziții permanente: cea de istorie și cea de artă populară. Ulterior, printr-un gest de o remarcabilă noblețe sufletească și artistică, Ioan Sima, artist plastic deja consacrat la vremea aceea, propune forurilor culturale ale vremii o donație de tablouri personale, cu condiția ca ele să fie păstrate într-un spațiu adecvat, și care să constituie nucleul unui muzeu memorial. La cel mai înalt nivel politic și cultural se decide, astfel, repartizarea imobilului de la nr. 6 de pe strada Gheorghe Doja muzeului județean, astfel încât acesta să organizeze aici un muzeu de artă. Se deschide astfel, la 9 iulie 1981, o nouă secție a Muzeului de Istorie și Artă, denumită inspirat Galeria de Artă Ioan Sima.
La deschiderea, în 1981, a galeriei, muzeul din Zalău deținea, deja, un important număr de piese de pictură și sculptură, primite sau achiziționate în timp. Punctul forte al patrimoniului muzeal se conturează, însă, fără nici o îndoială, în 1981, odată cu donația maestrului Ioan Sima, care oferă galeriei un număr de 162 de lucrări de pictură și grafică. Ulterior, pictorul mai donează, 1983, încă 40 de lucrări, supradimensionând, astfel, ceea ce a fost considerat, cu respect, un mare act de onoare și de probitate artistică. Mai mult, în aceeași perioadă, maestrul donează galeriei și biblioteca de artă, piese de mobilier de epocă, piese de artă populară, arhiva personală, precum și alte obiecte personale, în încercarea de a configura o donație unitară, definitorie pentru personalitatea sa marcantă și destinul său artistic. Urmând exemplul maestrului, nepoata sa, Maria Margareta Botezatu, donează aceleiași galerii o parte din tablourile primite drept moștenire, demonstrând încă o dată cum frumusețea unui gest poate înnobila nu doar un om, ci o întreagă familie.

## Distincții
- titlul de Artist Emerit al Republicii Populare Romîne (13 ianuarie 1964) „pentru merite deosebite în activitatea desfășurată in domeniul teatrului, muzicii și artelor plastice”[6]
- Ordinul „Meritul Cultural” clasa a II-a (1968) „pentru activitate deosebită în domeniul artelor plastice”[7]
- Ordinul „Meritul Cultural” clasa I (11 octombrie 1973) „pentru activitate îndelungată și merite deosebite în domeniul artelor plastice [...], cu prilejul împlinirii vîrstei de 75 de ani”[8]